# Chetrești
Chetrești – wieś w Rumunii, w okręgu Vaslui, w gminie Bălteni. W 2011 roku liczyła 129 mieszkańców.